# Football Club de Sion 2006-2007
Questa voce raccoglie le informazioni riguardanti il Football Club de Sion nelle competizioni ufficiali della stagione 2006-2007.

## Stagione
Nella stagione 2006-2007 il Sion, allenato da Néstor Clausen, Frédéric Chassot, Marco Schällibaum, Pierre-Albert Chapuisat e Alberto Bigon, concluse il campionato di Super League al 3º posto. In Coppa Svizzera il Sion fu eliminato agli ottavi di finale dallo Young Boys. In Coppa UEFA il Sion fu eliminato al primo turno dal Bayer Leverkusen.

## Rosa
| N. |                                 | Ruolo | Calciatore         |
| -- | ------------------------------- | ----- | ------------------ |
| 1  | Svizzera (bandiera)             | P     | Fabrice Borer      |
| 2  | Angola (bandiera)               | D     | Kali               |
| 3  | Nigeria (bandiera)              | D     | Obinna Nwaneri     |
| 4  | Svizzera (bandiera)             | D     | Stéphane Sarni     |
| 5  | Portogallo (bandiera)           | D     | João Pinto         |
| 6  | Macedonia del Nord (bandiera)   | D     | Mirsad Mijadinoski |
| 7  | Benin (bandiera)                | C     | Alain Gaspoz       |
| 8  | Marocco (bandiera)              | D     | Jamal Alioui       |
| 9  | Costa Rica (bandiera)           | A     | Álvaro Saborío     |
| 10 | Brasile (bandiera)              | C     | Luís Carlos        |
| 11 | Svizzera (bandiera)             | C     | Emanuele Di Zenzo  |
| 12 | Svizzera (bandiera)             | C     | Alberto Regazzoni  |
| 13 | Bosnia ed Erzegovina (bandiera) | D     | Asim Škaljić       |

| N. |                       | Ruolo | Calciatore       |
| -- | --------------------- | ----- | ---------------- |
| 14 | Tunisia (bandiera)    | C     | Adel Chedli      |
| 15 | Marocco (bandiera)    | C     | Tariq Chihab     |
| 16 | Francia (bandiera)    | C     | Virgile Reset    |
| 17 | Portogallo (bandiera) | C     | Carlitos         |
| 18 | Svizzera (bandiera)   | P     | Germano Vailati  |
| 19 | Benin (bandiera)      | C     | Jocelyn Ahouéya  |
| 21 | Svizzera (bandiera)   | P     | David Gonzalez   |
| 22 | Serbia (bandiera)     | C     | Goran Obradović  |
| 24 | Senegal (bandiera)    | A     | Moustapha Dabo   |
| 25 | Svizzera (bandiera)   | C     | Damien Germanier |
| 26 | Svizzera (bandiera)   | C     | Gelson Fernandes |
| 31 | Svizzera (bandiera)   | D     | Arnaud Bühler    |
|    | Francia (bandiera)    | D     | Sofian Kheyari   |

## Organigramma societario
Area tecnica
- Allenatore: Alberto Bigon
- Allenatore in seconda: Frédéric Chassot
- Preparatore dei portieri: Marco Pascolo
- Preparatori atletici:

## Calciomercato

### Sessione estiva
| Acquisti | Acquisti       | Acquisti          | Acquisti |
| R.       | Nome           | da                | Modalità |
| -------- | -------------- | ----------------- | -------- |
| D        | Arnaud Bühler  | Sochaux           |          |
| C        | Ahmed Yahiaoui | Istres            |          |
| C        | Carlitos       | Vitória Setúbal   |          |
| C        | Adel Chedli    | Norimberga        |          |
| C        | Tariq Chihab   | Grasshoppers      |          |
| C        | Mohamed Diallo | KSK Beveren       |          |
| D        | Kali           | Barreirense       |          |
| D        | Sofian Kheyari | La Chaux-de-Fonds |          |
| A        | Sanel Kuljić   | Ried              |          |
| C        | Virgile Reset  | Lorient           |          |
| A        | Álvaro Saborío | Saprissa          |          |

| Cessioni | Cessioni        | Cessioni          | Cessioni |
| R.       | Nome            | a                 | Modalità |
| -------- | --------------- | ----------------- | -------- |
| C        | Javi Delgado    | Neuchâtel Xamax   |          |
| A        | Alex Leandro    | Unirea Urziceni   |          |
| C        | Julien Fallet   | Baulmes           |          |
| A        | Paulo Vogt      | Stal' Kam"jans'ke |          |
| A        | Marco Schneuwly | Kriens            |          |
| A        | Léonard Thurre  | Losanna           |          |

### Sessione invernale
| Acquisti | Acquisti       | Acquisti  | Acquisti |
| R.       | Nome           | da        | Modalità |
| -------- | -------------- | --------- | -------- |
| D        | Jamal Alioui   | Crotone   |          |
| D        | Obinna Nwaneri | Espérance |          |

| Cessioni | Cessioni        | Cessioni            | Cessioni |
| R.       | Nome            | a                   | Modalità |
| -------- | --------------- | ------------------- | -------- |
| C        | Mohamed Diallo  | Maccabi Petah Tiqwa |          |
| C        | Manuel Bühler   | Yverdon             |          |
| D        | Sébastien Meoli | Yverdon             |          |

## Risultati

### Super League

#### Prima fase, girone di andata
| Zurigo 19 luglio 2006, ore 19:45 CEST 1ª giornata | Grasshoppers | 0 – 0 referto | Sion | Hardturm (5 000 spett.)\| Arbitro: \| Petignat \| |
| Arbitro:                                          | Petignat     |               |      |                                                   |

| Arbitro: | Laperrière |

|                              |           |                     |
| Carlitos 19’ Kuljić 24’, 26’ | Marcatori | 45’ Sam 69’ Tchouga |

| Arbitro: | Rutz |

|                   |           |                                      |
| Mesbah 19’ (rig.) | Marcatori | 29’ Regazzoni 55’, 65’ (rig.) Kuljić |

| Arbitro: | Busacca |

|                                                |           |  |
| Carlitos 47’ Kuljić 57’ (rig.), 75’ Diallo 84’ | Marcatori |  |

| Arbitro: | Salm |

|                 |           |             |
| Gohouri 8’, 49’ | Marcatori | 9’ Di Zenzo |

| Arbitro: | Bertolini |

|                                                |           |                                     |
| Di Zenzo 2’ Reset 8’ Regazzoni 50’, 66’ (rig.) | Marcatori | 9’ Burgmeier 45’ (rig.) Majstorović |

| Arbitro: | Petignat |

|  |           |            |
|  | Marcatori | 44’ Kuljić |

| Arbitro: | Wermelinger |

|           |           |                                     |
| Silva 91’ | Marcatori | 8’, 76’ Obradović 50’ (rig.) Kuljić |

| Arbitro: | Wildhaber |

|                           |           |                           |
| Obradović 36’ Saborío 94’ | Marcatori | 49’ Raffael 63’ Margairaz |

#### Prima fase, girone di ritorno
| Arbitro: | Kever |

|                        |           |                                |
| Kuljić 25’ Ahouéya 67’ | Marcatori | 62’ (rig.) Santos 68’ Weligton |

| Arbitro: | Circhetta |

|             |           |               |
| Tchouga 24’ | Marcatori | 90’ Fernandes |

| Arbitro: | Grossen |

|                        |           |           |
| Saborío 59’ Kuljić 80’ | Marcatori | 14’ Antić |

| Arbitro: | Zimmermann |

|                                                            |           |               |
| Koubský 6’ Aguirre 13’ Tachie-Mensah 64’, 82’ Gelabert 75’ | Marcatori | 10’ Regazzoni |

| Arbitro: | Bertolini |

|              |           |  |
| Carlitos 63’ | Marcatori |  |

| Arbitro: | Wildhaber |

|                               |           |            |
| Sterjovski 1’ Petrić 31’, 82’ | Marcatori | 89’ Kuljić |

| Arbitro: | Laperrière |

|                                   |           |  |
| Kuljić 38’ Carlitos 66’ Reset 90’ | Marcatori |  |

| Arbitro: | Rogalla |

|                  |           |                   |
| Saborío 48’, 78’ | Marcatori | 21’, 41’ Fernando |

| Arbitro: | Circhetta |

|                           |           |             |
| Margairaz 69’ Tihinen 75’ | Marcatori | 22’ Saborío |

#### Seconda fase, girone di andata
| Arbitro: | Busacca |

|                         |           |  |
| Makanaki 16’ Seoane 20’ | Marcatori |  |

| Arbitro: | Bertolini |

|  |           |                                |
|  | Marcatori | 83’ (aut.) Vailati 90’ Aguirre |

| Sion 25 febbraio 2007, ore 16:00 CET 21ª giornata | Sion    | 0 – 0 referto | Basilea | Stade Tourbillon (12 800 spett.)\| Arbitro: \| Rogalla \| |
| Arbitro:                                          | Rogalla |               |         |                                                           |

| Arbitro: | Petignat |

|                   |           |  |
| Shi 60’ Yakın 68’ | Marcatori |  |

| Arbitro: | Busacca |

|               |           |            |
| Obradović 68’ | Marcatori | 74’ Wesley |

| Arbitro: | Wildhaber |

|  |           |            |
|  | Marcatori | 83’ Bühler |

| Arbitro: | Rogalla |

|             |           |           |
| Saborío 75’ | Marcatori | 63’ Antić |

| Arbitro: | Petignat |

|          |           |                                     |
| Rama 29’ | Marcatori | 31’ Obradović 52’ Saborío 70’ Sarni |

| Arbitro: | Bertolini |

|                    |           |                         |
| Saborío 26’ (rig.) | Marcatori | 33’ Tihinen 68’ Staubli |

#### Seconda fase, girone di ritorno
| Arbitro: | Wildhaber |

|                         |           |              |
| Tihinen 32’ Raffael 58’ | Marcatori | 43’ Carlitos |

| Arbitro: | Laperrière |

|                           |           |            |
| Obradović 28’ Saborío 48’ | Marcatori | 66’ Bühler |

| Arbitro: | Rogalla |

|  |           |                        |
|  | Marcatori | 19’ Pinto 53’ Carlitos |

| Arbitro: | Petignat |

|                                |           |  |
| Saborío 15’ Obradović 58’, 88’ | Marcatori |  |

| Zurigo 9 maggio 2007, ore 19:45 CEST 32ª giornata | Grasshoppers | 0 – 0 referto | Sion | Hardturm (2 800 spett.)\| Arbitro: \| Zimmermann \| |
| Arbitro:                                          | Zimmermann   |               |      |                                                     |

| Arbitro: | Busacca |

|                  |           |  |
| Saborío 15’, 60’ | Marcatori |  |

| Arbitro: | Wildhaber |

|                                  |           |  |
| Chipperfield 40’ Majstorović 56’ | Marcatori |  |

| Arbitro: | Grossen |

|  |           |                                       |
|  | Marcatori | 2’ Saborío 14’ Obradović 61’ Carlitos |

| Arbitro: | Studer |

|                         |           |  |
| Saborío 8’ Carlitos 80’ | Marcatori |  |

### Coppa Svizzera
| 27 agosto 2006, ore 14:30 CEST Primo turno | Naters | 1 – 3 | Sion |  |

| 1º ottobre 2006, ore 15:00 CEST Secondo turno | La Chaux-de-Fonds | 1 – 3 | Sion |  |

| 12 novembre 2006, ore 14:00 CET Ottavi di finale | Young Boys | 3 – 0 | Sion |  |

### Coppa UEFA

#### Preliminari
| Ried im Innkreis 10 agosto 2006, ore 18:30 CEST Secondo turno - andata | Ried   | 0 – 0 referto | Sion | Fill Metallbau Stadion (3 100 spett.)\| Arbitro: \| Zammit \| |
| Arbitro:                                                               | Zammit |               |      |                                                               |

| Arbitro: | Svendsen |

|                   |           |  |
| Kuljić 34’ (rig.) | Marcatori |  |

#### Fase a eliminazione diretta
| Ginevra 14 settembre 2006, ore 20:30 CEST Primo turno - andata | Sion  | 0 – 0 referto | Bayer Leverkusen | Stade de Genève (11 000 spett.)\| Arbitro: \| Malek \| |
| Arbitro:                                                       | Malek |               |                  |                                                        |

| Arbitro: | Eriksson |

|                                              |           |               |
| Voronin 61’ Ramelow 75’ Schneider 86’ (rig.) | Marcatori | 74’ Fernandes |

## Statistiche

### Statistiche di squadra
| Competizione   | Punti | In casa | In casa | In casa | In casa | In casa | In casa | In trasferta | In trasferta | In trasferta | In trasferta | In trasferta | In trasferta | Totale | Totale | Totale | Totale | Totale | Totale | DR  |
| Competizione   | Punti | G       | V       | N       | P       | Gf      | Gs      | G            | V            | N            | P            | Gf           | Gs           | G      | V      | N      | P      | Gf     | Gs     | DR  |
| -------------- | ----- | ------- | ------- | ------- | ------- | ------- | ------- | ------------ | ------------ | ------------ | ------------ | ------------ | ------------ | ------ | ------ | ------ | ------ | ------ | ------ | --- |
| Super League   | 60    | 18      | 10      | 6       | 2       | 35      | 18      | 18           | 7            | 3            | 8            | 22           | 24           | 36     | 17     | 9      | 10     | 57     | 42     | +15 |
| Coppa Svizzera | -     | 0       | 0       | 0       | 0       | 0       | 0       | 3            | 2            | 0            | 1            | 6            | 5            | 3      | 2      | 0      | 1      | 6      | 5      | +1  |
| Coppa UEFA     | -     | 2       | 1       | 1       | 0       | 1       | 0       | 2            | 0            | 1            | 1            | 1            | 3            | 4      | 1      | 2      | 1      | 2      | 3      | -1  |
| Totale         | 60    | 20      | 11      | 7       | 2       | 36      | 18      | 23           | 9            | 4            | 10           | 29           | 32           | 43     | 20     | 11     | 12     | 65     | 50     | +15 |

### Andamento in campionato
| Giornata  | 1 | 2 | 3 | 4 | 5 | 6 | 7 | 8 | 9 | 10 | 11 | 12 | 13 | 14 | 15 | 16 | 17 | 18 | 19 | 20 | 21 | 22 | 23 | 24 | 25 | 26 | 27 | 28 | 29 | 30 | 31 | 32 | 33 | 34 | 35 | 36 |
| --------- | - | - | - | - | - | - | - | - | - | -- | -- | -- | -- | -- | -- | -- | -- | -- | -- | -- | -- | -- | -- | -- | -- | -- | -- | -- | -- | -- | -- | -- | -- | -- | -- | -- |
| Luogo     | T | C | T | C | T | C | T | T | C | C  | T  | C  | T  | C  | T  | C  | C  | T  | T  | C  | C  | T  | C  | T  | C  | T  | C  | T  | C  | T  | C  | T  | C  | T  | T  | C  |
| Risultato | N | V | V | V | P | V | V | V | N | N  | N  | V  | P  | V  | P  | V  | N  | P  | P  | P  | N  | P  | N  | V  | N  | V  | P  | P  | V  | V  | V  | N  | V  | P  | V  | V  |
| Posizione | 8 | 3 | 2 | 2 | 3 | 2 | 1 | 1 | 2 | 4  | 4  | 3  | 4  | 3  | 3  | 2  | 2  | 2  | 5  | 5  | 5  | 6  | 6  | 6  | 6  | 6  | 6  | 6  | 6  | 5  | 4  | 5  | 4  | 4  | 4  | 3  |

Legenda:

Luogo: C = Casa; T = Trasferta. Risultato: V = Vittoria; N = Pareggio; P = Sconfitta.

### Statistiche dei giocatori
| Giocatore      | Super League | Super League | Super League | Super League | Coppa UEFA | Coppa UEFA | Coppa UEFA  | Coppa UEFA | Totale   | Totale | Totale      | Totale     |
| Giocatore      | Presenze     | Reti         | Ammonizioni  | Espulsioni   | Presenze   | Reti       | Ammonizioni | Espulsioni | Presenze | Reti   | Ammonizioni | Espulsioni |
| -------------- | ------------ | ------------ | ------------ | ------------ | ---------- | ---------- | ----------- | ---------- | -------- | ------ | ----------- | ---------- |
| J. Ahouéya     | 18           | 1            | 1            | 1            | 2          | 0          | 0           | 0          | 20       | 1      | 1           | 1          |
| J. Alioui      | 11           | 0            | 0            | 1            | 0          | 0          | 0           | 0          | 11       | 0      | 0           | 1          |
| F. Borer       | 1            | 0            | 0            | 0            | 0          | 0          | 0           | 0          | 1        | 0      | 0           | 0          |
| A. Bühler      | 26           | 1            | 1            | 0            | 1          | 0          | 0           | 0          | 27       | 1      | 1           | 0          |
| M. Bühler      | 0            | 0            | 0            | 0            | 1          | 0          | 0           | 0          | 1        | 0      | 0           | 0          |
| C. Carlitos    | 26           | 8            | 3            | 2            | 1          | 0          | 0           | 0          | 27       | 8      | 3           | 2          |
| L. Carlos      | 1            | 0            | 0            | 0            | 0          | 0          | 0           | 0          | 1        | 0      | 0           | 0          |
| A. Chedli      | 19           | 0            | 5            | 1            | 2          | 0          | 1           | 0          | 21       | 0      | 6           | 1          |
| T. Chihab      | 15           | 0            | 3            | 0            | 0          | 0          | 0           | 0          | 15       | 0      | 3           | 0          |
| M. Dabo        | 7            | 0            | 0            | 0            | 0          | 0          | 0           | 0          | 7        | 0      | 0           | 0          |
| J. Delgado     | 0            | 0            | 0            | 0            | 0          | 0          | 0           | 0          | 0        | 0      | 0           | 0          |
| M. Diallo      | 13           | 1            | 1            | 0            | 3          | 0          | 0           | 0          | 16       | 1      | 1           | 0          |
| G. Fernandes   | 34           | 1            | 8            | 1            | 4          | 1          | 0           | 0          | 38       | 2      | 8           | 1          |
| A. Gaspoz      | 30           | 0            | 5            | 1            | 2          | 0          | 1           | 0          | 32       | 0      | 6           | 1          |
| D. Germanier   | 0            | 0            | 0            | 0            | 0          | 0          | 0           | 0          | 0        | 0      | 0           | 0          |
| D. Gonzalez    | 1            | 0            | 0            | 0            | 0          | 0          | 0           | 0          | 1        | 0      | 0           | 0          |
| K. Kali        | 28           | 0            | 2            | 0            | 4          | 0          | 0           | 1          | 32       | 0      | 2           | 1          |
| S. Kheyari     | 0            | 0            | 0            | 0            | 0          | 0          | 0           | 0          | 0        | 0      | 0           | 0          |
| S. Kuljić      | 22           | 12           | 1            | 0            | 4          | 1          | 0           | 0          | 26       | 13     | 1           | 0          |
| S. Meoli       | 3            | 0            | 0            | 0            | 0          | 0          | 0           | 0          | 3        | 0      | 0           | 0          |
| M. Mijadinoski | 21           | 0            | 3            | 0            | 2          | 0          | 0           | 0          | 23       | 0      | 3           | 0          |
| O. Nwaneri     | 17           | 0            | 4            | 0            | 0          | 0          | 0           | 0          | 17       | 0      | 4           | 0          |
| G. Obradović   | 34           | 9            | 6            | 0            | 4          | 0          | 0           | 0          | 38       | 9      | 6           | 0          |
| J. Pinto       | 18           | 1            | 6            | 0            | 4          | 0          | 1           | 0          | 22       | 1      | 7           | 0          |
| A. Regazzoni   | 23           | 4            | 4            | 0            | 4          | 0          | 1           | 0          | 27       | 4      | 5           | 0          |
| V. Reset       | 28           | 2            | 4            | 0            | 4          | 0          | 0           | 1          | 32       | 2      | 4           | 1          |
| Á. Saborío     | 31           | 14           | 1            | 0            | 3          | 0          | 0           | 0          | 34       | 14     | 1           | 0          |
| S. Sarni       | 22           | 1            | 5            | 0            | 0          | 0          | 0           | 0          | 22       | 1      | 5           | 0          |
| G. Vailati     | 36           | 0            | 0            | 0            | 4          | 0          | 0           | 0          | 40       | 0      | 0           | 0          |
| A. Yahiaoui    | 0            | 0            | 0            | 0            | 0          | 0          | 0           | 0          | 0        | 0      | 0           | 0          |
| E. Di Zenzo    | 7            | 2            | 3            | 0            | 2          | 0          | 0           | 0          | 9        | 2      | 3           | 0          |
| A. Škaljić     | 6            | 0            | 1            | 0            | 3          | 0          | 0           | 0          | 9        | 0      | 1           | 0          |